# Ventilador
Ventilador (português brasileiro) ou Ventoinha (português europeu) é um dispositivo mecânico utilizado para converter energia mecânica de rotação, aplicada em seus eixos, em aumento de pressão do ar. Foi inventado nos Estados Unidos da América em 1882, por Schuyler S. Wheeler.

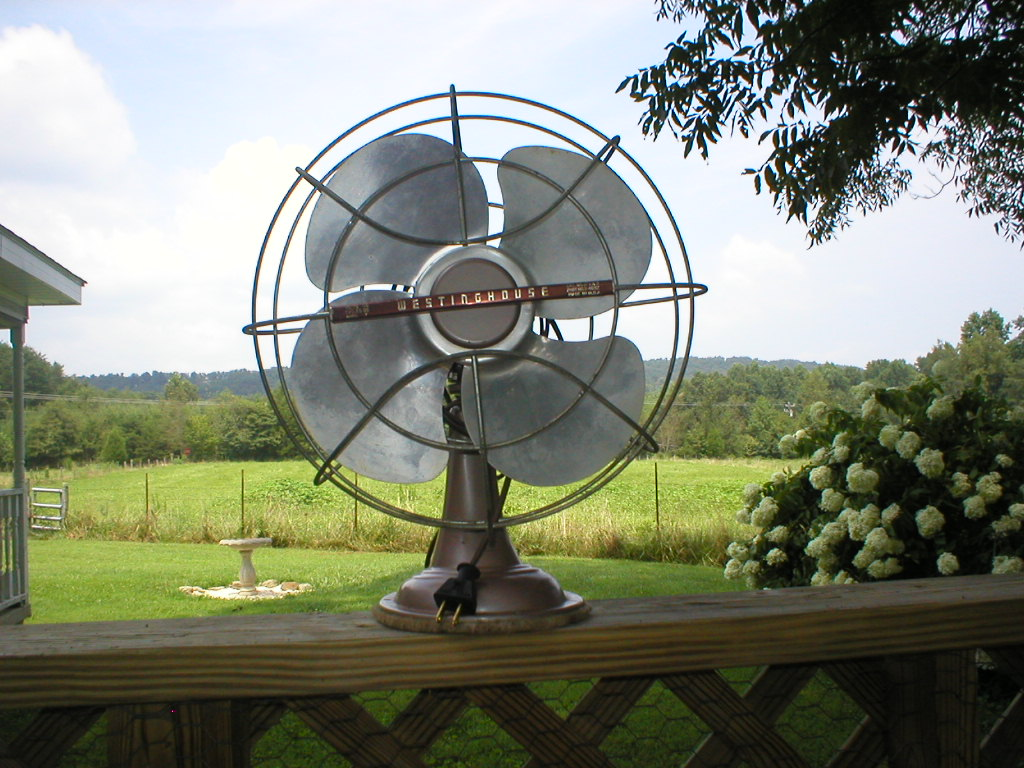
Ventilador/ventoinha antigo.

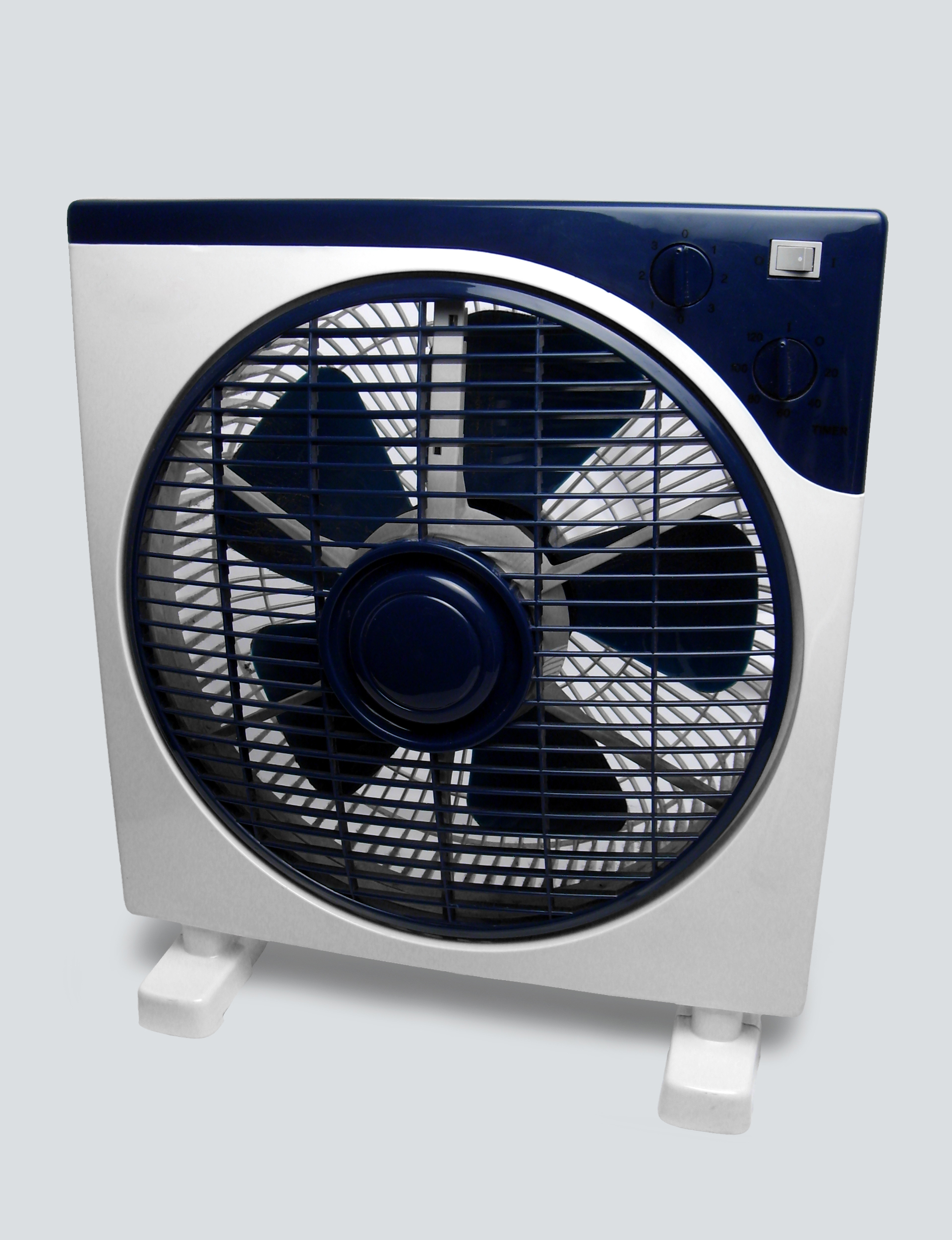
Ventilador/ventoinha de chão.

Este aparelho pode ser de distintos tipos, consoante o sentido de fluxo de ar em relação ao ambiente ventilado: sopradores (se há injeção de ar no ambiente) ou exaustores (se há retirada de ar do ambiente).
Existem basicamente dois tipos de ventiladores, cuja escolha depende basicamente da aplicação: os axiais e os centrífugos.
No Brasil, pequenos ventiladores usados para refrigerar mecanismos eletrônicos (por ex., placas de computador) são chamados de ventoinhas.

## Uso residencial
Geralmente os ventiladores são usados nas residências para diminuir o calor do ambiente e aumentar a circulação do ar, assim o refrescando.

## Uso industrial
Elétricos e ambientes de trabalho, como as fábricas. Outros exemplos do seu uso estão nos coolers dos computadores, nos exaustores usados em restaurantes, pizzarias e padarias, nos radiadores dos carros, e nos condicionadores de ar, entre outros.

## Instalação
As ventoinhas podem ser instaladas de várias formas, consoante a aplicação. São muitas vezes utilizadas numa instalação livre, sem qualquer tipo de invólucro. Existem também algumas instalações especializadas.

## Ventilador a jato
Nos sistemas de ventilação, um ventilador de jato, também conhecido como ventilador de impulso ou de indução, ejecta uma corrente de ar que arrasta o ar ambiente para permitir a circulação do ar ambiente. O sistema ocupa menos espaço do que as condutas de ventilação convencionais e pode aumentar consideravelmente a taxa de entrada de ar fresco e de remoção do ar viciado.
Também utilizado no exaustor de cozinha e no exaustor de casa de banho.

## Ventilador de condutas
Nos veículos, uma ventoinha com condutas é um método de propulsão em que uma ventoinha, hélice ou rotor é rodeado por uma conduta ou cobertura aerodinâmica que melhora o seu desempenho para produzir um impulso ou elevação aerodinâmica para o transporte do veículo.

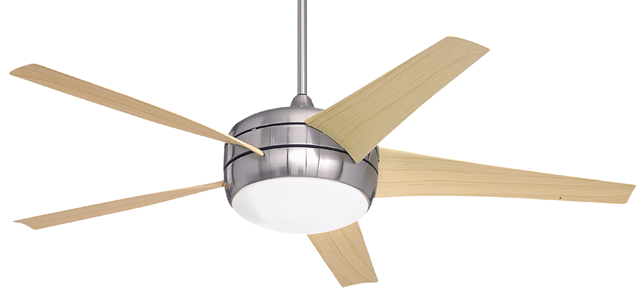
Ventilador de teto com lâmpada integrada.